# Lista de santos

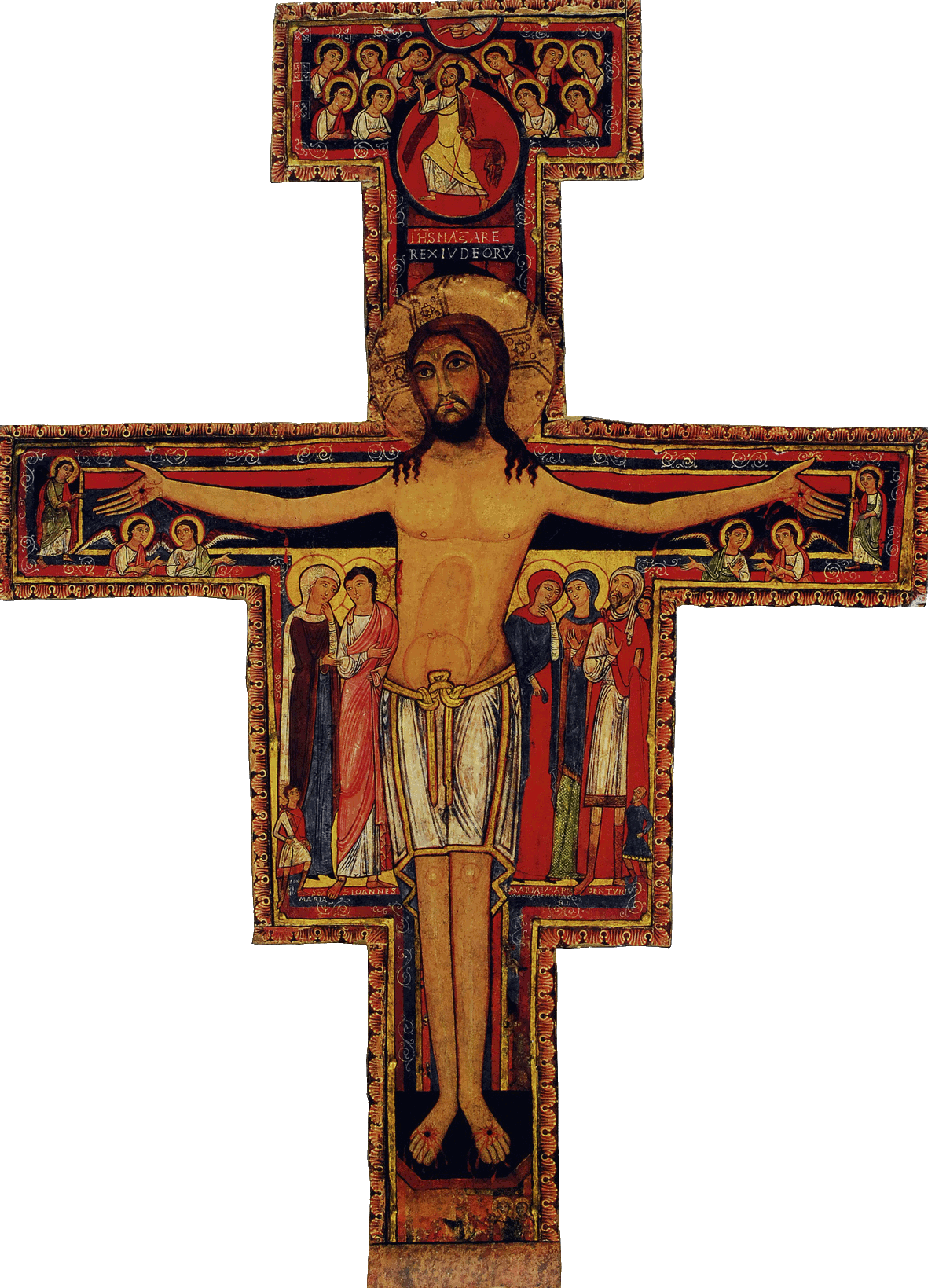

Esta é uma lista de santos ordenada alfabeticamente pelo primeiro nome (se necessário também por apelido, incluindo o local ou atributo).
Há mais de vinte mil santos e beatos católicos reconhecidos oficialmente pela Igreja Católica através do processo de canonização, pelo modo como fizeram a vontade de Deus no mundo a ponto de, pela graça de Deus, merecerem esse reconhecimento por parte da Igreja, mas além desse número de santos reconhecidos oficialmente pela Igreja, dados por ela e por Deus como exemplos a se seguir, como disse São Paulo Apóstolo em Filipenses 3,17 a esse respeito, há no Céu uma população inumerável de santos de todas as gerações como está escrito em Apocalipse de São João Evangelista (Apocalipse 6,9-11; 7,9-16) que louvam a Deus sem cessar e intercedem ainda pelos que vão ainda junto deles se reunirem conforme a esperança da Comunhão dos Santos, da remissão dos pecados, da ressurreição e da vida eterna. Entre as Igrejas ortodoxas bizantinas e as Igrejas ortodoxas orientais (ex: Igreja Ortodoxa Copta), os números podem ser ainda maiores, uma vez que não há um processo fixo de "canonização" e cada jurisdição nestas duas comunidades ortodoxas mantém listas paralelas de santos que podem ou não coincidir parcialmente.
Note-se que a Igreja Anglicana não canoniza oficialmente santos, apesar de certos santos tradicionais católicos receberem esse título. A lista inclui todos os santos do Book of Common Prayer de 1662, e o "Festivals" e "Lesser Festivals" da Common Worship da Igreja Anglicana de 2000. Alguns destes podem ser considerados "santos" por outras comunidades, mesmo que não assinalado.
- Calendário de santos
- Calendário mariológico
- Beato
- Lista de santos portugueses
- Lista de santos brasileiros
- Lista de santos e beatos das Ilhas Canárias
- Lista de santos e beatos católicos
- Lista de papas canonizados
- Simbologia dos Santos
- Calendário de santos (Igreja Episcopal Anglicana do Brasil)

## A
| Santo                                       | Igreja Anglicana | Igreja Copta | Igreja Ortodoxa | Igreja Católica |
| ------------------------------------------- | ---------------- | ------------ | --------------- | --------------- |
| Aarão de Aleth                              |                  |              |                 | Sim             |
| Abanub Ayad Atiya                           |                  | Sim          |                 | Sim             |
| Abão de Fleury                              |                  |              |                 | Sim             |
| Abão de Magheranoidhe                       |                  |              |                 | Sim             |
| Abdas de Susa                               |                  |              |                 | Sim             |
| Abdel-Mooti Massabki                        |                  |              |                 | Sim             |
| Abel de Reims                               |                  |              |                 | Sim             |
| Abo de Tiflis                               |                  |              | Sim             | Sim             |
| Abraão de Rostóvia                          |                  | Sim          | Sim             |                 |
| Adalberto de Magdeburgo                     |                  |              |                 | Sim             |
| Adalberto de Praga                          |                  |              | Sim             | Sim             |
| Adalgott                                    |                  |              |                 | Sim             |
| Adão Abade                                  |                  |              |                 | Sim             |
| Adelaide de Itália                          |                  |              |                 | Sim             |
| Adelaide, abadessa de Vilich                |                  |              |                 | Sim             |
| Adeodato I                                  |                  |              | Sim             | Sim             |
| Adomnano                                    |                  |              |                 | Sim             |
| Adriano de Nicomédia                        |                  |              | Sim             | Sim             |
| Adriano III                                 |                  |              |                 | Sim             |
| Afonso Rodrigues                            |                  |              |                 | Sim             |
| Afonso Rodrigues (mártir)                   |                  |              |                 | Sim             |
| Afonso Maria de Ligório                     |                  |              |                 | Sim             |
| Afonso Maria Fusco                          |                  |              |                 | Sim             |
| Papa Agapito I                              |                  |              | Sim             | Sim             |
| Águeda de Catânia                           |                  | Sim          | Sim             | Sim             |
| Ágato                                       |                  |              | Sim             | Sim             |
| Agostinho de Hipona                         | Sim              |              | Sim             | Sim             |
| Agostinho de Cantuária                      | Sim              |              | Sim             | Sim             |
| Ahmet, o Calígrafo                          |                  |              | Sim             |                 |
| Albano                                      | Sim              |              | Sim             | Sim             |
| Alberto de Jerusalém                        |                  |              |                 | Sim             |
| Alberto da Sicília                          |                  |              |                 | Sim             |
| Alberto Magno                               |                  |              |                 | Sim             |
| Alcuíno                                     | Sim              |              | Sim             | Sim             |
| Alexandre I                                 |                  |              | Sim             | Sim             |
| Alexandra de Roma                           |                  |              | Sim             | Sim             |
| Czarina Alexandra da Rússia                 |                  |              | Sim             |                 |
| Czarevich Alexei da Rússia                  |                  |              | Sim             |                 |
| Alfeu                                       | Sim              | Sim          | Sim             | Sim             |
| Alexei Yegorovich Trupp                     |                  |              | Sim             |                 |
| Alfredo de Inglaterra, o Grande             | Sim              |              |                 | Sim             |
| Alphege                                     | Sim              |              | Sim             | Sim             |
| Amaro de Alia                               |                  |              |                 | Sim             |
| Ambrósio Francisco Ferro                    |                  |              |                 | Sim             |
| Ambrósio de Milão                           | Sim              |              | Sim             | Sim             |
| Papa Anacleto                               |                  |              | Sim             | Sim             |
| Papa Aniceto                                |                  |              |                 | Sim             |
| Ana, mãe de Maria                           | Sim              | ??           | Sim             | Sim             |
| Ana, a Matriarca                            | Sim              | Sim          | Sim             | Sim             |
| Ana, a Profetisa                            | Sim              | Sim          | Sim             | Sim             |
| Anastasia Hendrikova                        |                  |              | Sim             |                 |
| Grã-Duquesa Anastásia Romanova da Rússia    |                  |              | Sim             |                 |
| Anastácia de Sirmio                         |                  |              |                 | Sim             |
| Anastácia a Patrícia                        |                  |              |                 | Sim             |
| Anastácio I                                 |                  |              | Sim             | Sim             |
| André, o Apóstolo                           | Sim              | Sim          | Sim             | Sim             |
| André de Soveral                            |                  |              |                 | Sim             |
| André Kim Taegon                            |                  |              |                 | Sim             |
| Andrei Rublev                               |                  |              | Sim             |                 |
| Papa Aniceto                                |                  |              | Sim             | Sim             |
| Anna Stepanovna Demidova                    |                  |              | Sim             |                 |
| Ana Rosa Gattorno                           |                  |              |                 | Sim             |
| Anselmo de Cantuária                        | Sim              |              |                 | Sim             |
| Ansgar                                      | Sim              |              | Sim             | Sim             |
| Antero                                      |                  |              | ??              | Sim             |
| Antão do Deserto, o Grande                  | Sim              | Sim          | Sim             | Sim             |
| Antônio de Categeró                         |                  |              |                 | Sim             |
| António de Lisboa (ou de Pádua) OFM         | Sim              |              |                 | Sim             |
| Antônio de Sant'Ana Galvão                  |                  |              |                 | Sim             |
| Antonino Natoli da Patti                    |                  |              | Sim             | Sim             |
| Antônio Maria Zaccaria                      |                  |              |                 | Sim             |
| Antônio Maria Claret                        |                  |              |                 | Sim             |
| Arão, o Ilustre                             |                  |              | Sim             |                 |
| Arcangêlo Tadini                            |                  |              |                 | Sim             |
| Arnold Janssen                              |                  |              |                 | Sim             |
| Artemide Zatti                              |                  |              |                 | Sim             |
| Atanásio de Alexandria                      | Sim              | Sim          | Sim             | Sim             |
| Auberto de Avranches                        |                  |              |                 | Sim             |
| Aurelia Petronilla, filha do apóstolo Pedro |                  |              |                 | Sim             |

## B
| Santo                            | Igreja Anglicana | Igreja Copta | Igreja Ortodoxa | Igreja Católica |
| -------------------------------- | ---------------- | ------------ | --------------- | --------------- |
| Balbina                          | Sim              | Sim          | Sim             | Sim             |
| Baltasar, um dos Três Reis Magos | Sim              | Sim          | Sim             | Sim             |
| Bárbara de Nicomédia             | Sim              | Sim          | Sim             | Sim             |
| Bárbara Yakovleva                |                  |              | Sim             |                 |
| Barnabé                          | Sim              | Sim          | Sim             | Sim             |
| Bartolo Longo                    |                  |              |                 | Sim             |
| Bartolomeu                       | Sim              | Sim          | Sim             | Sim             |
| Bartolomeu dos Mártires          |                  |              |                 | Sim             |
| Bartholomäus Ziegenbalg          | Sim              |              |                 |                 |
| Basílio de Cesareia, o Grande    | Sim              | Sim          | Sim             | Sim             |
| Beatriz da Silva                 |                  |              |                 | Sim             |
| Beda, o Venerável                | Sim              |              |                 | Sim             |
| Belquior, um dos Três Reis Magos | Sim              | Sim          | Sim             | Sim             |
| Benedito, o Mouro                |                  |              |                 | Sim             |
| Bento de Núrsia                  | Sim              |              | Sim             | Sim             |
| Papa Bento II                    |                  |              | Sim             | Sim             |
| Bernadette Soubirous             |                  |              |                 | Sim             |
| Bernardo de Claraval             | Sim              |              |                 | Sim             |
| Bishoy Adel Khalaf               |                  | Sim          |                 | Sim             |
| Bishoy Astafanus Kamel           |                  | Sim          |                 | Sim             |
| Blesila                          |                  |              | Sim             | Sim             |
| Brígida da Suécia                | Sim              |              |                 | Sim             |
| Brígida da Irlanda               | Sim              |              | Sim             | Sim             |
| Bonifácio                        | Sim              |              | Sim             | Sim             |
| Papa Bonifácio I                 |                  |              | Sim             | Sim             |
| Papa Bonifácio IV OSB            |                  |              | Sim             | Sim             |
| Bráulio                          |                  |              |                 | Sim             |
| Brandão, o Navegador             |                  |              | Sim             | Sim             |
| Brioco                           | Sim              |              | Sim             | Sim             |

## C
| Santo                                 | Igreja Anglicana | Igreja Copta | Igreja Ortodoxa | Igreja Católica |
| ------------------------------------- | ---------------- | ------------ | --------------- | --------------- |
| Papa Caio                             |                  |              | Sim             | Sim             |
| Papa Calisto I                        |                  |              | Sim             | Sim             |
| Madre Cândida Maria de Jesus          |                  |              |                 | Sim             |
| Canuto da Dinamarca                   |                  |              | Sim             | Sim             |
| Caridade                              |                  |              | Sim             | Sim             |
| Carlo Acutis                          |                  |              |                 | Sim             |
| Carlos I de Inglaterra                | Sim              |              |                 |                 |
| Carlos Borromeu                       |                  |              |                 | Sim             |
| Carlos Simeon                         | Sim              |              |                 |                 |
| Carmelitas de Compiègne               |                  |              |                 | Sim             |
| Carmen Rendiles Martínez              |                  |              |                 | Sim             |
| Casimiro                              |                  |              |                 | Sim             |
| Cássiano de Ímola                     |                  |              |                 | Sim             |
| Cássio de Narni                       |                  |              |                 | Sim             |
| Cástulo                               |                  |              | Sim             | Sim             |
| Catarina de Alexandria                | Sim              |              | Sim             | Sim             |
| Catarina Cittadini                    |                  |              |                 | Sim             |
| Catarina de Bolonha                   |                  |              |                 | Sim             |
| Catarina de Sena OP                   | Sim              |              |                 | Sim             |
| Catarina Labouré                      |                  |              |                 | Sim             |
| Catarina Thomas de Palma              |                  |              |                 | Sim             |
| Catarina Volpicelli                   |                  |              |                 | Sim             |
| Catharina Schneider                   |                  |              | Sim             |                 |
| Catherine Winkworth                   | Sim              |              |                 |                 |
| Cecília de Roma                       | Sim              |              | Sim             | Sim             |
| Papa Celestino I                      |                  |              | Sim             | Sim             |
| Papa Celestino V                      |                  |              |                 | Sim             |
| Celidônio                             |                  | Sim          | Sim             | Sim             |
| Chad de Mércia                        | Sim              |              | Sim             | Sim             |
| Charles de Foucauld                   |                  |              |                 | Sim             |
| Charbel Makhlouf                      |                  |              |                 | Sim             |
| Carlos Wesley                         | Sim              |              |                 |                 |
| Cipriano de Antioquia                 |                  | Sim          | Sim             | Sim             |
| Cipriano de Cartago                   |                  | Sim          | Sim             | Sim             |
| Cirilo I de Antioquia                 |                  | Sim          | Sim             | Sim             |
| Cirilo de Alexandria                  | Sim              | Sim          | Sim             | Sim             |
| Cirilo de Jerusalém                   | Sim              | Sim          | Sim             | Sim             |
| Cirilo, o Filósofo                    |                  |              | Sim             | Sim             |
| Cristóvão da Lícia                    |                  |              | Sim             | Sim             |
| Clara de Assis                        | Sim              |              |                 | Sim             |
| Cláudia Prócula                       |                  | Sim          | Sim             |                 |
| Cléofas                               |                  |              | Sim             | Sim             |
| Clemente de Roma                      |                  |              | Sim             | Sim             |
| Columba Marmion                       | Sim              |              | Sim             | Sim             |
| Columba de Córdova                    |                  |              | Sim             | Sim             |
| Columbano                             |                  |              | Sim             | Sim             |
| Concórdia                             |                  |              | Sim             | Sim             |
| Constança de Roma                     |                  |              |                 | Sim             |
| Constantino, o Grande                 |                  |              | Sim             | Sim             |
| Constantino XI Paleólogo              |                  |              | Sim             |                 |
| Constantino Constantinovich da Rússia |                  |              | Sim             |                 |
| Corentino de Quimper                  |                  |              |                 | Sim             |
| Cornélio, o Centurião                 |                  |              | Sim             | Sim             |
| Papa Cornélio                         |                  |              | Sim             | Sim             |
| Cosme e Damião                        |                  |              | Sim             | Sim             |
| Cristóbal de Laguardia                |                  |              |                 | Sim             |
| Cristóvão da Lícia                    |                  | Sim          | Sim             | Sim             |
| Cunegunda de Luxemburgo               |                  |              |                 | Sim             |
| Cuthbert de Lindisfarne               | Sim              |              | Sim             | Sim             |

## D
| Santo                         | Igreja Anglicana | Igreja Copta | Igreja Ortodoxa | Igreja Católica |
| ----------------------------- | ---------------- | ------------ | --------------- | --------------- |
| Papa Dâmaso I                 |                  |              |                 | Sim             |
| Daniel Comboni                |                  |              |                 | Sim             |
| Danilo II                     |                  |              | Sim             |                 |
| Davi de Menévia               | Sim              |              | Sim             | Sim             |
| Davi de Trebizonda            |                  |              | Sim             |                 |
| Davino da Armênia             |                  |              |                 | Sim             |
| Demétrio de Rostóvia          |                  |              | Sim             |                 |
| Demétrio de Uglitch           |                  |              | Sim             |                 |
| Devasahayam Pillai            |                  |              |                 | Sim             |
| Dimas, o Bom Ladrão           | Sim              | Sim          | Sim             | Sim             |
| Diogo de Alcalá               |                  |              |                 | Sim             |
| Papa Dionísio                 |                  |              | Sim             | Sim             |
| Dionísio, o Pseudo-Areopagita | Sim              |              | Sim             | Sim             |
| Domingos de Gusmão            | Sim              |              |                 | Sim             |
| Domingos Lentini              |                  |              |                 | Sim             |
| Domingos Sávio                |                  |              |                 | Sim             |
| Doroteia de Cesareia          | Sim              |              |                 | Sim             |
| Drogo de Seburgo              |                  |              |                 | Sim             |
| Dulce dos Pobres              |                  |              |                 | Sim             |
| Dunstano                      | Sim              |              | Sim             | Sim             |
| Dymphna                       |                  |              | Sim             | Sim             |

## E
| Santo                                 | Igreja Anglicana | Igreja Copta | Igreja Ortodoxa | Igreja Católica |
| ------------------------------------- | ---------------- | ------------ | --------------- | --------------- |
| Edano de Lindisfarne                  | Sim              |              | Sim             | Sim             |
| Edith Stein (Teresa Benedita da Cruz) |                  |              |                 | Sim             |
| Eduardo, o Confessor                  | Sim              |              | Sim             | Sim             |
| Eduardo, o Mártir                     |                  |              | Sim             | Sim             |
| Edviges da Silésia                    |                  |              |                 | Sim             |
| Edviges da Polônia                    |                  |              |                 | Sim             |
| Eduíno da Nortúmbria                  | Sim              | ??           | ??              | Sim             |
| Efrém da Síria                        | Sim              |              | Sim             | Sim             |
| Elena Guerra                          |                  |              |                 | Sim             |
| Papa Eleutério                        |                  |              | Sim             | Sim             |
| Elesbão de Axum                       |                  |              |                 | Sim             |
| Elias                                 |                  | Sim          | Sim             | Sim             |
| Eliseu                                |                  | Sim          | Sim             | Sim             |
| Elígio                                |                  |              | Sim             | Sim             |
| Elizabeth Ann Seton                   |                  |              |                 | Sim             |
| Elredo de Rievaulx                    | Sim              |              | Sim             | Sim             |
| Emélia                                |                  |              | Sim             | Sim             |
| Emerência                             |                  |              |                 | Sim             |
| Emerenciana                           |                  |              |                 | Sim             |
| Engrácia de Braga                     |                  |              |                 | Sim             |
| Engrácia de Saragoça                  |                  |              | Sim             | Sim             |
| Esperança                             |                  |              | Sim             | Sim             |
| Esam Badir Samir                      |                  | Sim          |                 | Sim             |
| Estêvão                               | Sim              | Sim          | Sim             | Sim             |
| Estêvão I da Hungria                  |                  |              |                 | Sim             |
| Papa Estêvão I                        |                  |              |                 | Sim             |
| Etelberto de Kent                     |                  |              | Sim             | Sim             |
| Eteldreda de Ely                      | Sim              |              |                 | Sim             |
| Eugênia Picco                         |                  |              |                 | Sim             |
| Eugénio Serguéievitch Bótkin          |                  |              | Sim             |                 |
| Eustóquia                             |                  |              | Sim             | Sim             |
| Papa Eugénio I                        |                  |              |                 | Sim             |
| Euplúsio                              |                  |              |                 | Sim             |
| Papa Eusébio                          |                  |              |                 | Sim             |
| Papa Eutiquiano                       |                  |              |                 | Sim             |
| Papa Evaristo                         |                  |              |                 | Sim             |
| Expedito de Melitene                  |                  |              |                 | Sim             |
| Ezat Bishri Naseef                    |                  | Sim          |                 | Sim             |

## F
| Santo                          | Igreja Anglicana | Igreja Copta | Igreja Ortodoxa | Igreja Católica |
| ------------------------------ | ---------------- | ------------ | --------------- | --------------- |
| Papa Fabiano                   |                  | Sim          | Sim             | Sim             |
| Fábio                          |                  | Sim          | Sim             | Sim             |
| Faustina                       | ?                | ?            | ?               | Sim             |
| Faustino Miguez                |                  |              | Sim             |                 |
| Fé                             |                  |              | Sim             | Sim             |
| Felicidade de Cartago          | Sim              | Sim          | Sim             | Sim             |
| Papa Félix I                   |                  |              |                 | Sim             |
| Papa Félix II                  |                  |              |                 | Sim             |
| Papa Félix III                 |                  |              |                 | Sim             |
| Papa Félix IV                  |                  |              |                 | Sim             |
| Felipe Néri                    |                  |              |                 | Sim             |
| Filipe                         | Sim              | Sim          | Sim             | Sim             |
| Fidélis de Sigmaringa          |                  |              |                 | Sim             |
| Filiberto                      |                  |              |                 | Sim             |
| Filoteu I de Constantinopla    |                  | Sim          | Sim             |                 |
| Floriano                       |                  |              | Sim             | Sim             |
| Rei Fernando de Leão e Castela |                  |              |                 | Sim             |
| Fernando Maria Baccilieri      |                  |              |                 | Sim             |
| Filomena de Roma               |                  |              |                 | Sim             |
| Fócio de Constantinopla        |                  |              | Sim             |                 |
| Fotina da Samaria              | Sim              | Sim          | Sim             | Sim             |
| Francisca Aldea                |                  |              |                 | Sim             |
| Francisca de Sales Aviat       |                  |              |                 | Sim             |
| Francisca Xavier Cabrini       |                  |              |                 | Sim             |
| São Francisco de Assis OFM     |                  |              |                 | Sim             |
| São Francisco de Bórja         |                  |              |                 | Sim             |
| Francisco de Paula             |                  |              |                 | Sim             |
| Francisco de Sales             | Sim              |              |                 | Sim             |
| Francisco Marto                |                  |              |                 | Sim             |
| Francisco Massabki             |                  |              |                 | Sim             |
| Francisco Solano               |                  |              |                 | Sim             |
| Francisco Xavier               | Sim              |              |                 | Sim             |
| Francisco Xavier Seelos        |                  |              |                 | Sim             |
| Frontão de Périgueux           |                  |              |                 | Sim             |
| Frumêncio                      |                  | Sim          | Sim             | Sim             |
| Fyodor Semyonovich Remez       |                  |              | Sim             |                 |

## G
| Santo                          | Igreja Anglicana | Igreja Copta | Igreja Ortodoxa | Igreja Católica |
| ------------------------------ | ---------------- | ------------ | --------------- | --------------- |
| Gaetana Sterni                 |                  |              |                 | Sim             |
| Gaber Munir Adly               |                  | Sim          |                 | Sim             |
| Gabino de Turris               |                  |              | Sim             | Sim             |
| Gabriel Arcanjo                |                  |              | Sim             | Sim             |
| Gabriel de Białystok           |                  |              | Sim             |                 |
| Gabriel Possenti               |                  |              |                 | Sim             |
| Gaiana                         |                  |              | Sim             | Sim             |
| Galgano Guidotti               |                  |              |                 | Sim             |
| Gall                           |                  |              | Sim             | Sim             |
| Gaspar, um dos Três Reis Magos | Sim              | Sim          | Sim             | Sim             |
| Papa Gelásio I                 |                  |              |                 | Sim             |
| Genoveva                       |                  |              | Sim             | Sim             |
| George Herbert                 | Sim              |              |                 |                 |
| Giorgio Preca                  |                  |              |                 | Sim             |
| Germana Cousin                 |                  |              |                 | Sim             |
| Gertrudes de Helfta            |                  |              |                 | Sim             |
| Getúlio de Roma                |                  |              |                 | Sim             |
| Gianna Beretta Molla           |                  |              |                 | Sim             |
| Giovanni Antônio Farina        |                  |              |                 | Sim             |
| Girgis Milad Sinweet           |                  | Sim          |                 | Sim             |
| Girio                          |                  |              |                 | Sim             |
| Giuseppe Moscati               |                  |              |                 | Sim             |
| Godric of Finchale             |                  |              |                 | Sim             |
| Gonçalo de Amarante            |                  |              |                 | Sim             |
| Gonçalo Garcia                 |                  |              |                 | Sim             |
| Gregório, o Iluminador         |                  | Sim          | Sim             | Sim             |
| Gregório de Narek              |                  |              | Sim             | Sim             |
| Gregório de Nazianzo           | Sim              |              | Sim             | Sim             |
| Gregório de Níssa              | Sim              |              | Sim             | Sim             |
| Gregório Palamas               |                  |              | Sim             | Sim             |
| Papa Gregório I, Magno         |                  |              | Sim             | Sim             |
| Papa Gregório II               |                  |              |                 | Sim             |
| Papa Gregório III              |                  |              | Sim             | Sim             |
| Gregório V de Constantinopla   |                  |              | Sim             |                 |
| Papa Gregório VII              |                  |              |                 | Sim             |

## H
| Santo                      | Igreja Anglicana | Igreja Copta | Igreja Ortodoxa | Igreja Católica |
| -------------------------- | ---------------- | ------------ | --------------- | --------------- |
| Hany Abdelmesih Salib      |                  | Sim          |                 | Sim             |
| Helena, mãe de Constantino | Sim              | Sim          | Sim             | Sim             |
| Helier                     | Sim              |              | Sim             | Sim             |
| Henrique I da Germânia     |                  |              |                 | Sim             |
| Henry Martyn               | Sim              |              |                 |                 |
| Herman do Alasca           |                  |              | Sim             |                 |
| Herta                      |                  |              | Sim             | Sim             |
| Papa Hilário               |                  |              |                 | Sim             |
| Hilário de Poitiers        | Sim              | ??           | ??              | Sim             |
| Hilda de Whitby            | Sim              |              |                 | Sim             |
| Papa Hildebrando           |                  |              |                 | Sim             |
| Hildegarda de Bingen       | Sim              |              |                 | Sim             |
| Papa Hormisda              |                  |              |                 | Sim             |
| Humberto                   |                  |              |                 | Sim             |
| Hugo de Lincoln            | Sim              |              |                 |                 |
| Papa Higino                |                  |              |                 | Sim             |

## I
| Santo                                   | Igreja Anglicana | Igreja Copta | Igreja Ortodoxa | Igreja Católica |
| --------------------------------------- | ---------------- | ------------ | --------------- | --------------- |
| Ida da Lorena                           |                  |              |                 | Sim             |
| Ifigênia da Etiópia                     |                  |              |                 | Sim             |
| Igor Constantinovich da Rússia          |                  |              | Sim             |                 |
| Illán, o Lavrador                       |                  |              |                 | Sim             |
| Inácio de Antioquia                     | Sim              | Sim          | Sim             | Sim             |
| Inácio de Azevedo                       |                  |              |                 | Sim             |
| Inácio Maloyan                          |                  |              |                 | Sim             |
| Inácio de Loyola SJ                     | Sim              |              |                 | Sim             |
| Inês de Assis                           |                  |              |                 | Sim             |
| Inês de Praga                           |                  |              |                 | Sim             |
| Inês de Roma                            | Sim              |              | Sim             | Sim             |
| Papa Inocêncio I                        |                  |              |                 | Sim             |
| Papa Inocêncio V                        |                  |              |                 | Sim             |
| Inocêncio de Maria Imaculada            |                  |              |                 | Sim             |
| Inocêncio do Alasca                     |                  |              | Sim             |                 |
| Santos Inocentes                        | Sim              | Sim          | Sim             | Sim             |
| Irene de Roma                           |                  |              |                 | Sim             |
| Iria de Tomar                           |                  |              |                 | Sim             |
| Irineu de Lyon                          | Sim              | Sim          | Sim             | Sim             |
| Isabel, mãe de João Batista             | Sim              | Sim          | Sim             | Sim             |
| Grã Duquesa Isabel Feodorovna da Rússia |                  |              | Sim             |                 |
| Isabel da Hungria                       | Sim              |              |                 | Sim             |
| Isabel de Portugal                      |                  |              |                 | Sim             |
| Isaque de Nínive                        |                  |              | Sim             | Sim             |
| Isidoro de Sevilha                      |                  |              |                 | Sim             |
| Isidoro, o Lavrador                     |                  |              |                 | Sim             |
| Isméria                                 |                  |              |                 | Sim             |
| Ivan Mikhailovich Kharitonov            |                  |              | Sim             |                 |
| Ivo de Kermartin                        |                  |              |                 | Sim             |

## J
| Santo                                                     | Igreja Anglicana | Igreja Copta | Igreja Ortodoxa | Igreja Católica |
| --------------------------------------------------------- | ---------------- | ------------ | --------------- | --------------- |
| Jacinta de Jesus Marto                                    |                  |              |                 | Sim             |
| Jacinto de Cracóvia                                       |                  |              |                 | Sim             |
| Jadwiga da Polónia                                        |                  |              |                 | Sim             |
| Jan Hus                                                   | Sim              |              |                 |                 |
| Janani Luwum                                              | Sim              |              |                 |                 |
| James Hannington                                          | Sim              |              |                 |                 |
| Jeremy Taylor                                             | Sim              |              |                 |                 |
| Jerónimo de Estridão                                      | Sim              |              | Sim             | Sim             |
| Jó, o Patriarca                                           | Sim              | Sim          | Sim             | Sim             |
| Joana d'Arc                                               | Sim              |              |                 | Sim             |
| Joana de Chantal                                          |                  |              |                 | Sim             |
| Joana, esposa de Cusa                                     |                  | Sim          | Sim             | Sim             |
| João, o Apóstolo                                          | Sim              | Sim          | Sim             | Sim             |
| João Batista                                              | Sim              | Sim          | Sim             | Sim             |
| João Batista Scalabrini                                   |                  |              |                 | Sim             |
| João Batista de La Salle                                  |                  |              |                 | Sim             |
| João Batista Piamarta                                     |                  |              |                 | Sim             |
| João Berchmans                                            |                  |              |                 | Sim             |
| João de Brito                                             |                  |              |                 | Sim             |
| João Bunyan                                               | Sim              |              |                 |                 |
| João Constantinovich da Rússia                            |                  |              | Sim             |                 |
| João Crisóstomo                                           | Sim              | Sim          | Sim             | Sim             |
| João Clímaco                                              |                  |              | Sim             | Sim             |
| João da Cruz                                              | Sim              |              |                 | Sim             |
| João de Deus                                              |                  |              |                 | Sim             |
| João Damasceno                                            | Sim              | Sim          | Sim             | Sim             |
| João Esmoler                                              |                  |              |                 | Sim             |
| João Gabriel Perboyre                                     |                  |              |                 | Sim             |
| João, o Evangelista                                       | Sim              | Sim          | Sim             | Sim             |
| João de Lodi                                              |                  |              |                 | Sim             |
| João Lostau Navarro                                       |                  |              |                 | Sim             |
| João Marcos                                               | Sim              | Sim          | Sim             | Sim             |
| João Maria Vianney, o Cura d'Ars                          |                  |              |                 | Sim             |
| João Melchior Bosco                                       |                  |              |                 | Sim             |
| João Nepomuceno Neumann                                   |                  |              |                 | Sim             |
| João Ogilvie                                              |                  |              |                 | Sim             |
| João de Patmos                                            | Sim              | Sim          | Sim             | Sim             |
| Papa João Paulo II                                        |                  |              |                 | Sim             |
| João de Sahagún                                           |                  |              |                 | Sim             |
| Papa João XXIII                                           |                  |              |                 | Sim             |
| John Coleridge Patteson                                   | Sim              |              |                 |                 |
| John Fisher                                               | Sim              |              |                 | Sim             |
| John Henry Newman                                         | Sim              |              |                 | Sim             |
| John Keble                                                | Sim              |              |                 |                 |
| John Maron                                                |                  |              |                 | Sim             |
| Joaquim (pai de Maria)                                    | Sim              | Sim          | Sim             | Sim             |
| Jorge da Capadócia                                        | Sim              | Sim          | Sim             | Sim             |
| Josaphat                                                  |                  |              |                 | Sim             |
| José Allamano                                             |                  |              |                 | Sim             |
| José Aparicio Sanz e 232 companheiros mártires na Espanha |                  |              |                 | Sim             |
| José de Anchieta                                          |                  |              |                 | Sim             |
| José de Arimateia                                         | Sim              | Sim          | Sim             | Sim             |
| José de Calasanz                                          | Sim              | Sim          | Sim             | Sim             |
| José de Cupertino                                         |                  |              |                 | Sim             |
| José Gregorio Hernández                                   |                  |              |                 | Sim             |
| José Luís Sánchez Del Río                                 |                  |              |                 | Sim             |
| José de Nazaré                                            | Sim              | Sim          | Sim             | Sim             |
| Josemaría Escrivá                                         |                  |              |                 | Sim             |
| Josef Freinademetz                                        |                  |              |                 | Sim             |
| Santa Josefina Bakhita                                    |                  |              |                 | Sim             |
| Josepheie Butler                                          | Sim              |              |                 |                 |
| Juan del Castillo                                         |                  |              |                 | Sim             |
| Juan Diego Cuauhtlatoatzin                                |                  |              |                 | Sim             |
| Judas Tadeu                                               | Sim              | Sim          | Sim             | Sim             |
| Júlia Billiart                                            |                  |              |                 | Sim             |
| Júlia de Cartago                                          |                  |              |                 | Sim             |
| Juliana de Mont Cornillon                                 |                  |              |                 | Sim             |
| Juliano de Norwich                                        | Sim              |              |                 |                 |
| Papa Júlio I                                              |                  |              |                 | Sim             |
| Justina de Antioquia                                      |                  |              |                 | Sim             |
| Justino                                                   | Sim              | Sim          | Sim             | Sim             |
| Justino Russolillo                                        |                  |              |                 | Sim             |
| Justiniano                                                |                  |              | Sim             |                 |
| Juvêncio de Pavia                                         |                  |              |                 | Sim             |

## K
| Santo                 | Igreja Anglicana | Igreja Copta | Igreja Ortodoxa | Igreja Católica |
| --------------------- | ---------------- | ------------ | --------------- | --------------- |
| Kassia                |                  |              | Sim             |                 |
| Kateri Tekakwitha     |                  |              |                 | Sim             |
| Katherine Magdy Sobhy |                  | Sim          |                 |                 |
| Kirollos Shokry Fawzy |                  | Sim          |                 | Sim             |

## L
| Santo                      | Igreja Anglicana | Igreja Copta | Igreja Ortodoxa | Igreja Católica |
| -------------------------- | ---------------- | ------------ | --------------- | --------------- |
| Lancelot Andrewes          | Sim              |              |                 |                 |
| Príncipe Lazar da Sérvia   |                  |              | Sim             |                 |
| Lázaro de Betânia          | Sim              | Sim          | Sim             | Sim             |
| Lázaro, o Leproso          |                  |              |                 | Sim             |
| Papa Leão I, o Grande      |                  |              | Sim             | Sim             |
| Papa Leão II               |                  |              |                 | Sim             |
| Papa Leão III              |                  |              |                 | Sim             |
| Papa Leão IV               |                  |              |                 | Sim             |
| Papa Leão IX               |                  |              |                 | Sim             |
| Leonardo de Porto Maurício |                  |              |                 | Sim             |
| Leopoldo Mandic            |                  |              |                 | Sim             |
| Papa Lino                  |                  |              |                 | Sim             |
| Loqa Nagaty                |                  | Sim          |                 | Sim             |
| Lorenzo Ruiz               |                  |              |                 | Sim             |
| Longuinho                  |                  |              |                 | Sim             |
| Lourenço de Huesca         | Sim              |              |                 | Sim             |
| Lucas                      | Sim              | Sim          | Sim             | Sim             |
| Lúcio de Cirene            |                  |              | Sim             | Sim             |
| Luís de França             |                  |              |                 | Sim             |
| Luís Gonzaga               |                  |              |                 | Sim             |
| Luís Martin                |                  |              |                 | Sim             |
| Lúcia Filippini            |                  |              |                 | Sim             |
| Lúcifer Calaritano         |                  |              |                 | Sim             |
| Papa Lúcio I               |                  |              |                 | Sim             |
| Ludgero                    |                  |              |                 | Sim             |
| Luigi Tezza                |                  |              |                 | Sim             |
| Luísa de Marillac          |                  |              |                 | Sim             |
| Luzia de Siracusa          | Sim              |              | Sim             | Sim             |

## M
| Santo                                | Igreja Anglicana | Igreja Copta | Igreja Ortodoxa | Igreja Católica |
| ------------------------------------ | ---------------- | ------------ | --------------- | --------------- |
| Macário de Alexandria                |                  | Sim          | Sim             | Sim             |
| Macário do Egito                     |                  | Sim          | Sim             | Sim             |
| Macário de Jerusalém                 |                  |              |                 | Sim             |
| Madalena de Nagasaki                 |                  |              |                 | Sim             |
| Magdy Sobhy Tawfeek                  |                  | Sim          |                 |                 |
| Maged Solaiman Shehata               |                  | Sim          |                 | Sim             |
| Malak Farag Abrão                    |                  | Sim          |                 | Sim             |
| Malak Ibrahim Sinweet                |                  | Sim          |                 | Sim             |
| Malo de Llancarfan                   |                  |              |                 | Sim             |
| Manaém                               |                  |              | Sim             | Sim             |
| Manuel da Pérsia                     |                  |              | Sim             | Sim             |
| Marcela de Marselha                  |                  |              |                 | Sim             |
| Marcela de Roma                      | Sim              |              | Sim             | Sim             |
| Marcelina                            |                  |              | Sim             | Sim             |
| Marcellin Champagnat                 |                  |              |                 | Sim             |
| Marcos                               | Sim              | Sim          | Sim             | Sim             |
| Margarida de Antioquia               | Sim              | Sim          | Sim             | Sim             |
| Margarida de Castello                |                  |              |                 | Sim             |
| Margarida da Escócia                 |                  |              |                 | Sim             |
| Margarida Maria Alacoque             |                  |              |                 | Sim             |
| Maria                                | Sim              | Sim          | Sim             | Sim             |
| Maria Antônia de San José            |                  |              |                 | Sim             |
| Maria de Betânia                     | Sim              | Sim          | Sim             | Sim             |
| Maria de Cléofas                     | Sim              | Sim          | Sim             | Sim             |
| Maria de Jerusalém                   | Sim              | Sim          | Sim             | Sim             |
| Maria Goretti                        |                  |              |                 | Sim             |
| Maria Madalena                       | Sim              | Sim          | Sim             | Sim             |
| Grã Duquesa Maria Romanova da Rússia |                  |              | Sim             |                 |
| Maria Toríbia                        |                  |              |                 | Sim             |
| Maria Troncatti                      |                  |              |                 | Sim             |
| Mariamne                             |                  | Sim          | Sim             | Sim             |
| Marie-Léonie Paradis                 |                  |              |                 | Sim             |
| Maron do Líbano                      |                  | Sim          | Sim             | Sim             |
| Marta de Betânia                     | Sim              | Sim          | Sim             | Sim             |
| Martinha                             |                  |              |                 | Sim             |
| Papa Marcelo I                       |                  |              |                 | Sim             |
| Marcelo                              |                  |              | Sim             | Sim             |
| Marina, o Monge                      | Sim              | Sim          | Sim             | Sim             |
| Marinha de Águas Santas              |                  |              |                 | Sim             |
| Marino                               |                  |              |                 | Sim             |
| Martinho de Porres                   | Sim              |              |                 | Sim             |
| Martinho de Tours                    | Sim              | Sim          | Sim             | Sim             |
| Mártires da Guerra Civil Espanhola   |                  |              |                 | Sim             |
| Mártires de Alapayevsk               |                  |              | Sim             |                 |
| Mártires de Cunhaú e Uruaçu          |                  |              |                 | Sim             |
| Mártires de Damasco                  |                  |              |                 | Sim             |
| Mártires de Otranto                  |                  |              |                 | Sim             |
| Mateus                               | Sim              | Sim          | Sim             | Sim             |
| Mateus Ayariga                       |                  | Sim          |                 | Sim             |
| Mateus Moreira                       |                  |              |                 | Sim             |
| Matias                               | Sim              | Sim          | Sim             | Sim             |
| Maurício de Tebas                    |                  |              | Sim             | Sim             |
| Mauro de Glanfeuil                   |                  |              |                 | Sim             |
| Maximiliano de Tébessa               |                  |              |                 | Sim             |
| Maximiliano Maria Kolbe              |                  |              |                 | Sim             |
| Maximino de Aix                      |                  |              |                 | Sim             |
| Mena                                 |                  |              |                 | Sim             |
| Metódio I de Constantinopla          |                  | Sim          | Sim             |                 |
| Miguel Arcanjo                       | Sim              | Sim          | Sim             | Sim             |
| Miguel Febres Cordero                |                  |              |                 | Sim             |
| Milad Makeen Zaky                    |                  | Sim          |                 | Sim             |
| Mina Fayez Aziz                      |                  | Sim          |                 | Sim             |
| Moisés, o Negro                      |                  | Sim          | Sim             | Sim             |
| Mônica de Hipona                     |                  |              |                 | Sim             |
| Múnia de Barcelona                   |                  |              |                 | Sim             |

## N
| Santo                         | Igreja Anglicana | Igreja Copta | Igreja Ortodoxa | Igreja Católica |
| ----------------------------- | ---------------- | ------------ | --------------- | --------------- |
| Santa Natália                 |                  |              |                 | Sim             |
| Nazju Falzon                  |                  |              |                 | Sim             |
| Nicéforo                      |                  | ??           | Sim             | Sim             |
| Nicodemos                     | Sim              | Sim          | Sim             | Sim             |
| Nicolau de Gesturi            |                  |              |                 | Sim             |
| Nicolau Gross                 |                  |              |                 | Sim             |
| Papa Nicolau I                |                  |              | Sim             | Sim             |
| Czar Nicolau II               |                  |              | Sim             |                 |
| Nicolau do Japão              |                  |              | Sim             |                 |
| Nicolau de Mira, o Papai Noel | Sim              | Sim          | Sim             | Sim             |
| Nikolai Velimirović           |                  |              | Sim             |                 |
| Nimatullah Kassab Al-Hardini  |                  |              |                 | Sim             |
| Niniano                       | Sim              |              | Sim             | Sim             |
| Nuno de Santa Maria           |                  |              |                 | Sim             |

## O
| Santo                               | Igreja Anglicana | Igreja Copta | Igreja Ortodoxa | Igreja Católica |
| ----------------------------------- | ---------------- | ------------ | --------------- | --------------- |
| Odília                              |                  |              |                 | Sim             |
| Odão de Clúnia                      |                  |              |                 | Sim             |
| Grã Duquesa Olga Romanova da Rússia |                  |              | Sim             |                 |
| Onofre do Egito                     |                  |              |                 | Sim             |
| Osvaldo da Nortúmbria               | Sim              |              |                 | Sim             |
| Osgyth                              | Sim              | Sim          |                 | Sim             |

## P
| Santo                                  | Igreja Anglicana | Igreja Copta | Igreja Ortodoxa | Igreja Católica |
| -------------------------------------- | ---------------- | ------------ | --------------- | --------------- |
| Padarno                                |                  |              |                 | Sim             |
| Pancrácio de Roma                      |                  |              |                 | Sim             |
| Pantaleão de Nicomédia                 |                  |              | Sim             | Sim             |
| Paolo Manna                            |                  |              |                 | Sim             |
| Papa Pascoal I                         |                  |              |                 | Sim             |
| Pascoal Bailão                         |                  |              |                 | Sim             |
| Patrício                               | Sim              |              | Sim             | Sim             |
| Paulo de Tarso                         | Sim              | Sim          | Sim             | Sim             |
| Paulo da Cruz                          |                  |              |                 | Sim             |
| Papa Paulo I                           |                  |              |                 | Sim             |
| Paulo Miki                             |                  |              |                 | Sim             |
| Papa Paulo VI                          |                  |              |                 | Sim             |
| Paula de Roma                          |                  |              | Sim             | Sim             |
| Paula Montalt de São José de Calasanz  |                  |              |                 | Sim             |
| Paulina do Coração Agonizante de Jesus |                  |              |                 | Sim             |
| Paulino de Nola                        |                  |              |                 | Sim             |
| Paulino de Iorque                      | Sim              |              |                 | Sim             |
| Paulo Aureliano                        |                  |              |                 | Sim             |
| Pavol Peter Gojdič                     |                  |              |                 | Sim             |
| Pelágia, a Penitente                   |                  |              |                 | Sim             |
| Perpétua de Cartago                    | Sim              | Sim          | Sim             | Sim             |
| Pedro, o primeiro Papa                 | Sim              | Sim          | Sim             | Sim             |
| Pedro, o Aleúte                        |                  |              | Sim             |                 |
| Pedro de Alcântara                     |                  |              |                 | Sim             |
| Pedro de Alexandria                    |                  | Sim          | Sim             | Sim             |
| Pedro de Betancur                      |                  |              |                 | Sim             |
| Pedro Claver                           |                  |              |                 | Sim             |
| Pedro Fabro                            |                  |              |                 | Sim             |
| Pedro de Sebaste                       |                  |              | Sim             | Sim             |
| Pedro Julião Eymard                    |                  |              |                 | Sim             |
| Pedro Nolasco                          |                  |              |                 | sim             |
| Pedro Pascual                          |                  |              |                 | sim             |
| Pedro Tomás                            |                  |              |                 | Sim             |
| Pedro Urruca                           |                  |              |                 | sim             |
| Pedro de Armengol                      |                  |              |                 | Sim             |
| Peter To Rot                           |                  |              |                 | Sim             |
| Pier Giorgio Frassati                  |                  |              |                 | Sim             |
| Pio de Pietrelcina                     |                  |              |                 | Sim             |
| Papa Ponciano                          |                  |              |                 | Sim             |
| Papa Pio V                             |                  |              |                 | Sim             |
| Papa Pio X                             |                  |              |                 | Sim             |
| Piran                                  |                  |              |                 | Sim             |
| Policarpo de Esmirna                   | Sim              | Sim          | Sim             | Sim             |
| Porfírio de Gaza                       |                  |              | Sim             | Sim             |
| Pôncio Pilatos                         |                  | Sim          | Sim             |                 |
| Praxedes                               |                  |              |                 | Sim             |

## Q
| Santo                       | Igreja Anglicana | Igreja Copta | Igreja Ortodoxa | Igreja Católica |
| --------------------------- | ---------------- | ------------ | --------------- | --------------- |
| Quirino de Neuss            |                  |              | Sim             | Sim             |
| Quitéria de Brácara Augusta |                  |              |                 | Sim             |

## R
| Santo                        | Igreja Anglicana | Igreja Copta | Igreja Ortodoxa | Igreja Católica |
| ---------------------------- | ---------------- | ------------ | --------------- | --------------- |
| Rafael Arcanjo               |                  |              | Sim             | Sim             |
| Rafael Arnáiz Barón          |                  |              |                 | Sim             |
| Rafael de Brooklyn           |                  |              | Sim             |                 |
| Rafael Massabki              |                  |              |                 | Sim             |
| Rafaela Maria                |                  |              |                 | Sim             |
| Rafqa Pietra Choboq Ar-Rayès |                  |              |                 | Sim             |
| Raimundo Nonato              |                  |              |                 | Sim             |
| Regina Protmann              |                  |              | Sim             |                 |
| Remígio de Reims             |                  |              | Sim             | Sim             |
| Ricardo de Chichester        | Sim              |              |                 | Sim             |
| Ricardo Hooker               | Sim              |              |                 |                 |
| Ripsima                      |                  | Sim          | Sim             | Sim             |
| Rita de Cássia               |                  |              |                 | Sim             |
| Rita Dolores Pujaltel        |                  |              |                 | Sim             |
| Rodrigo de Córdova           |                  |              | Sim             | Sim             |
| Romualdo                     |                  |              |                 | Sim             |
| Roque de Montpellier         |                  |              |                 | Sim             |
| Roque Gonzales de Santa Cruz |                  |              |                 | Sim             |
| Rosa de Lima                 |                  |              |                 | Sim             |
| Rosa de Viterbo              |                  |              |                 | Sim             |
| Rosália                      |                  |              |                 | Sim             |

## S
| Santo                         | Igreja Anglicana | Igreja Copta | Igreja Ortodoxa | Igreja Católica |
| ----------------------------- | ---------------- | ------------ | --------------- | --------------- |
| Sahar Talaat Rezk             |                  | Sim          |                 |                 |
| Salomé                        | Sim              | Sim          | Sim             | Sim             |
| Sameh Salah Faruq             |                  | Sim          |                 | Sim             |
| Samuel Alham Wilson           |                  | Sim          |                 | Sim             |
| Sansão de Dol                 |                  |              |                 | Sim             |
| Sara Kali                     |                  |              | Sim             | Sim             |
| Sátiro de Milão               |                  |              |                 | Sim             |
| Sátiro de Arezzo              |                  |              |                 | Sim             |
| Savas                         |                  | Sim          | Sim             | Sim             |
| Sebastião de Narbona          |                  |              | Sim             | Sim             |
| Serafim de Montegranaro       |                  |              |                 | Sim             |
| Serafim de Sarov              |                  |              | Sim             | Sim             |
| Sérgio e Baco                 |                  |              |                 | Sim             |
| Papa Sérgio I                 |                  |              |                 | Sim             |
| Sérgio Mikhailovich da Rússia |                  |              | Sim             |                 |
| Sidônio de Aix                |                  |              |                 | Sim             |
| Silas                         |                  |              |                 | Sim             |
| Papa Silvério                 |                  |              |                 | Sim             |
| Simão de Cirene               | Sim              | Sim          | Sim             | Sim             |
| Simão Stock                   |                  |              |                 | Sim             |
| Simão, o Zelote               | Sim              |              | Sim             | Sim             |
| Simeão                        |                  |              | Sim             |                 |
| Simeão, o Recebedor de Deus   | Sim              | Sim          | Sim             | Sim             |
| Simeão Estilita, o Antigo     |                  |              | Sim             | Sim             |
| Simeão Estilita, o Moço       |                  |              | Sim             | Sim             |
| Papa Simplício                |                  |              |                 | Sim             |
| Papa Sirício                  |                  |              |                 | Sim             |
| Papa Sixto I                  |                  |              |                 | Sim             |
| Papa Sixto II                 |                  |              |                 | Sim             |
| Papa Sixto III                |                  |              |                 | Sim             |
| Papa Sotero                   |                  |              |                 | Sim             |
| Swithun de Winchester         | Sim              |              |                 |                 |
| Sigfrido da Suécia            |                  |              |                 | Sim             |
| Papa Silvestre I              |                  |              | Sim             | Sim             |
| Papa Símaco                   |                  |              |                 | Sim             |
| Setenta Discípulos            | Sim              | Sim          | Sim             | Sim             |
| Sofia                         |                  | Sim          | Sim             |                 |
| Somaily Astafanus Kamel       |                  | Sim          |                 | Sim             |
| Susana                        |                  | Sim          | Sim             | Sim             |
| Susana de Roma                |                  |              |                 | Sim             |

## T
| Santo                                  | Igreja Anglicana | Igreja Copta | Igreja Ortodoxa | Igreja Católica |
| -------------------------------------- | ---------------- | ------------ | --------------- | --------------- |
| Tarásio                                | ?                | ?            | Sim             | Sim             |
| Tarcísio                               |                  |              |                 | Sim             |
| Grã Duquesa Tatiana Romanova da Rússia |                  |              | Sim             |                 |
| Tawadros Yusuf Tawadros                |                  | Sim          |                 | Sim             |
| Papa Telésforo                         |                  |              |                 | Sim             |
| Teodora                                |                  |              | Sim             |                 |
| Teodora Guerin                         |                  |              |                 | Sim             |
| Teófano, a Reclusa                     |                  |              | Sim             |                 |
| Teófano, o Recluso                     |                  |              | Sim             |                 |
| Teotónio                               |                  |              |                 | Sim             |
| Teresa de Ávila                        | Sim              |              |                 | Sim             |
| Teresa de Calcutá                      |                  |              |                 | Sim             |
| Teresa de Lisieux                      |                  |              |                 | Sim             |
| Teresa de Santo Agostinho              |                  |              |                 | Sim             |
| Teresa dos Andes                       |                  |              |                 | Sim             |
| Teodorico do Monte d'Hor               |                  |              | Sim             | Sim             |
| Teodoro Estudita                       |                  |              | Sim             | Sim             |
| Thomas More                            | Sim              |              |                 | Sim             |
| Tiago, filho de Alfeu                  | Sim              | Sim          | Sim             | Sim             |
| Tiago, o Justo                         | Sim              | Sim          | Sim             | Sim             |
| Tiago Maior                            | Sim              | Sim          | Sim             | Sim             |
| Tiago Menor                            | Sim              | Sim          | Sim             | Sim             |
| Tibúrcio                               |                  |              | Sim             | Sim             |
| Tikhon de Moscow                       |                  |              | Sim             |                 |
| Tikhon de Zadonsk                      |                  |              | Sim             |                 |
| Timóteo de Éfeso                       | Sim              | Sim          | Sim             | Sim             |
| Tito                                   | Sim              | ??           | ??              | Sim             |
| Titus Brandsma                         |                  |              |                 | Sim             |
| Tomé                                   | Sim              | Sim          | Sim             | Sim             |
| Tomás de Aquino                        | Sim              |              |                 | Sim             |
| Tomás Cranmer                          | Sim              |              |                 |                 |
| Tomás Ken                              | Sim              |              |                 |                 |
| Tomás Becket                           | Sim              |              |                 | Sim             |
| Tomás Maria Fusco                      |                  |              | Sim             |                 |
| Toríbio de Mongrovejo                  |                  |              |                 | Sim             |
| Torlaco da Islândia                    |                  |              |                 | Sim             |
| Tudual                                 |                  |              |                 | Sim             |
| Tydfil                                 | Sim              | Sim          | Sim             | Sim             |

## U
| Santo               | Igreja Anglicana | Igreja Copta | Igreja Ortodoxa | Igreja Católica |
| ------------------- | ---------------- | ------------ | --------------- | --------------- |
| Ubaldo Baldassini   |                  |              |                 | Sim             |
| Ulrico de Augsburgo |                  |              |                 | Sim             |
| Papa Urbano I       |                  |              | Sim             | Sim             |
| Uriel Arcanjo       |                  |              | Sim             |                 |

## V
| Santo                        | Igreja Anglicana | Igreja Copta | Igreja Ortodoxa | Igreja Católica |
| ---------------------------- | ---------------- | ------------ | --------------- | --------------- |
| Verbuga                      |                  |              | Sim             | Sim             |
| Veridiana                    |                  |              | Sim             | Sim             |
| Verônica de Jerusalém        |                  |              | Sim             | Sim             |
| Verônica Giuliani            |                  |              |                 | Sim             |
| Vicente Ferrer               |                  |              |                 | Sim             |
| Vicente de Lerins            |                  |              | Sim             | Sim             |
| Vicente de Paulo             |                  |              |                 | Sim             |
| Vicente de Saragoça          |                  |              |                 | Sim             |
| Vicente Pallotti             |                  |              |                 | Sim             |
| Vincenza Maria Poloni        |                  |              |                 | Sim             |
| Vigílio                      |                  |              |                 | Sim             |
| Vilfrido de Ripon            | Sim              |              |                 |                 |
| Vilibrordo                   | Sim              |              |                 | Sim             |
| Vilgeforte da Lusitânia      |                  |              |                 | Sim             |
| Vilmos Apor                  |                  |              |                 | Sim             |
| Virginia Centurione Bracelli |                  |              |                 | Sim             |
| Papa Vitaliano               |                  |              |                 | Sim             |
| Vítor e Corona               |                  | Sim          | Sim             | Sim             |
| Papa Vítor I                 |                  |              |                 | Sim             |
| Vladimir de Quieve           |                  |              | Sim             | Sim             |
| Vladimir Pavlovich Palei     |                  |              | Sim             |                 |
| Vulstano, bispo de Worcester | Sim              |              |                 | Sim             |

## W
| Santo                 | Igreja Anglicana | Igreja Copta | Igreja Ortodoxa | Igreja Católica |
| --------------------- | ---------------- | ------------ | --------------- | --------------- |
| Wilbor                | Sim              | Sim          | Sim             | Sim             |
| William Law           | Sim              |              |                 |                 |
| William Tyndale       | Sim              |              |                 |                 |
| William Wilberforce   | Sim              |              |                 |                 |
| Wolfeius              | Sim              | Sim          | Sim             | Sim             |
| Wolfgang de Ratisbona | ??               | ??           | Sim             | Sim             |

## X
| Santo                    | Igreja Anglicana | Igreja Copta | Igreja Ortodoxa | Igreja Católica |
| ------------------------ | ---------------- | ------------ | --------------- | --------------- |
| Xênia de Roma            |                  |              | Sim             | Sim             |
| Xênia de São Petersburgo |                  |              | Sim             |                 |
| Xenofonte de Robeika     |                  |              | Sim             |                 |

## Y
| Santo              | Igreja Anglicana | Igreja Copta | Igreja Ortodoxa | Igreja Católica |
| ------------------ | ---------------- | ------------ | --------------- | --------------- |
| Yevgeny Rodionov   |                  |              | Sim             |                 |
| Yusuf Shukry Yunan |                  | Sim          |                 | Sim             |

## Z
| Santo                         | Igreja Anglicana | Igreja Copta | Igreja Ortodoxa | Igreja Católica |
| ----------------------------- | ---------------- | ------------ | --------------- | --------------- |
| Zacarias, pai de João Batista | Sim              | Sim          | Sim             | Sim             |
| Papa Zacarias                 |                  |              |                 | Sim             |
| Zaqueu                        | Sim              | Sim          | Sim             | Sim             |
| Zaqueu de Jerusalém           |                  |              | Sim             | Sim             |
| Zygmunt Felinsk               |                  |              |                 | Sim             |
| Papa Zeferino                 |                  |              |                 | Sim             |
| Zebedeu                       | Sim              | Sim          | Sim             | Sim             |
| Zélia Guérin Martin           |                  |              |                 | Sim             |
| Zeno                          |                  |              | Sim             | Sim             |
| Zeferino Agostini             |                  |              |                 | Sim             |
| Zita de Lucca                 |                  |              |                 | Sim             |
| Papa Zósimo                   |                  |              |                 | Sim             |